# Mendesius
Mendesius is een geslacht van rechtvleugeligen uit de familie sabelsprinkhanen (Tettigoniidae). De wetenschappelijke naam van dit geslacht is voor het eerst geldig gepubliceerd in 1960 door Piza.

## Soorten
Het geslacht Mendesius  is monotypisch en omvat slechts de volgende soort:
- Mendesius albosignatus (Piza, 1960)